# Förnamn Carmen
Förnamn Carmen (franska: Prénom Carmen) är en fransk-schweizisk dramafilm från 1983 i regi av Jean-Luc Godard.
Filmen är basead på Georges Bizets opera Carmen.

## Utmärkelser
Förnamn Carmen vann Guldlejonet vid Filmfestivalen i Venedig 1983.

## Roller (urval)
- Maruschka Detmers – Carmen X
- Jacques Bonnaffé – Joseph Bonnaffé
- Myriem Roussel – Claire
- Hippolyte Girardot – Fred
- Christophe Odent – gängledaren
- Bertrand Liebert – Carmens livvakt
- Jean-Luc Godard – onkel Jean (ej krediterad)